# Los Angeles Film Critics Association Award alla miglior colonna sonora
Il Los Angeles Film Critics Association Award alla migliore colonna sonora (Los Angeles Film Critics Association Award for Best Music) è un premio assegnato annualmente dai membri del Los Angeles Film Critics Association per la migliore colonna sonora di una pellicola distribuita negli Stati Uniti nel corso dell'anno.

## Albo d'oro

### Anni 1970
- 1976: Bernard Herrmann - Taxi Driver
- 1977: John Williams - Guerre stellari (Star Wars)
- 1978: Giorgio Moroder - Fuga di mezzanotte (Midnight Express)
- 1979: Carmine Coppola - Black Stallion (The Black Stallion)

### Anni 1980
- 1980: Ry Cooder – I cavalieri dalle lunghe ombre (The Long Riders)
- 1981: Randy Newman - Ragtime
- 1982: James Horner e The BusBoys – 48 ore (48 Hrs.)
- 1983: Philip Glass - Koyaanisqatsi
- 1984: Ennio Morricone– C'era una volta in America (Once Upon a Time in America)
- 1985: Tōru Takemitsu - Ran
- 1986: Herbie Hancocke Dexter Gordon – Round Midnight - A mezzanotte circa (Round Midnight)
- 1987: David Byrne, Ryūichi Sakamoto e Cong Su – L'ultimo imperatore (The Last Emperor)
- 1988: Mark Isham – The Moderns
- 1989: Bill Lee - Fa' la cosa giusta (Do the Right Thing)

### Anni 1990
- 1990: Richard Horowitz e Ryūichi Sakamoto - Il tè nel deserto (The Sheltering Sky)
- 1991: Zbigniew Preisner - La doppia vita di Veronica (La Double Vie de Véronique), Giocando nei campi del Signore (Brincando nos campos do Senhor) ed Europa Europa
- 1992: Zbigniew Preisner - Il danno (Damage)
- 1993: Zbigniew Preisner - Tre colori - Film blu (Trois couleurs : Bleu), Il giardino segreto (The Secret Garden) ed Olivier, Olivier
- 1994: Howard Shore - Ed Wood
- 1995: Patrick Doyle - La piccola principessa (A Little Princess)
- 1996: Hal Willner e The Hey Hey Club Musicians - Kansas City
- 1997: Philip Glass - Kundun
- 1998: Elliot Goldenthal - The Butcher Boy
- 1999: Trey Parker e Marc Shaiman - South Park - Il film: più grosso, più lungo & tutto intero (South Park: Bigger, Longer & Uncut)

### Anni 2000
- 2000: Tan Dun - La tigre e il dragone (臥虎藏龍)
- 2001: Howard Shore - Il Signore degli Anelli - La Compagnia dell'Anello (Lord of the Rings: The Fellowship of the Ring)
- 2002: Elmer Bernstein - Lontano dal paradiso (Far from Heaven)
- 2003: Benoît Charest - Appuntamento a Belleville (Les Triplettes de Belleville)
- 2004: Michael Giacchino - Gli Incredibili - Una "normale" famiglia di supereroi (The Incredibles)
- 2005: Joe Hisaishi e Youmi Kimura - Il castello errante di Howl (ハウルの動く城)
- 2006: Alexandre Desplat - Il velo dipinto (The Painted Veil) e The Queen - La regina (The Queen)
- 2007: Glen Hansard e Marketa Irglova - Once (Una volta) (Once)
- 2008: A. R. Rahman - The Millionaire (Slumdog Millionaire)
- 2009: T-Bone Burnett e Stephen Bruton - Crazy Heart

### Anni 2010
- 2010:
  - Alexandre Desplat - L'uomo nell'ombra (The Ghost Writer)
  - Trent Reznor e Atticus Ross - The Social Network
- 2011: The Chemical Brothers - Hanna
- 2012: Dan Romer e Benh Zeitlin - Re della terra selvaggia (Beasts of the Southern Wild)[1]
- 2013: T Bone Burnett - A proposito di Davis (Inside Llewyn Davis)[2]
- 2014[3]
  - Jonny Greenwood - Vizio di forma (Inherent Vice)
  - Mica Levi - Under the Skin
- 2015: Carter Burwell - Anomalisa e Carol[4]
- 2016: Justin Hurwitz e Pasek & Paul - La La Land[5]
- 2017: Jonny Greenwood - Il filo nascosto (Phantom Thread)[6]
- 2018: Nicholas Britell - Se la strada potesse parlare (If Beale Street Could Talk)[7][8]
- 2019: Dan Levy - Dov'è il mio corpo? (J'ai perdu mon corps)[9]

### Anni 2020
- 2020: Trent Reznor e Atticus Ross - Soul - Quando un'anima si perde (Soul)[10]
- 2021: Alberto Iglesias - Madres paralelas[11]